# Cissampelos andromorpha
Cissampelos andromorpha là một loài thực vật có hoa trong họ Biển bức cát. Loài này được DC. mô tả khoa học đầu tiên năm 1817.